# Pietro Figlioli

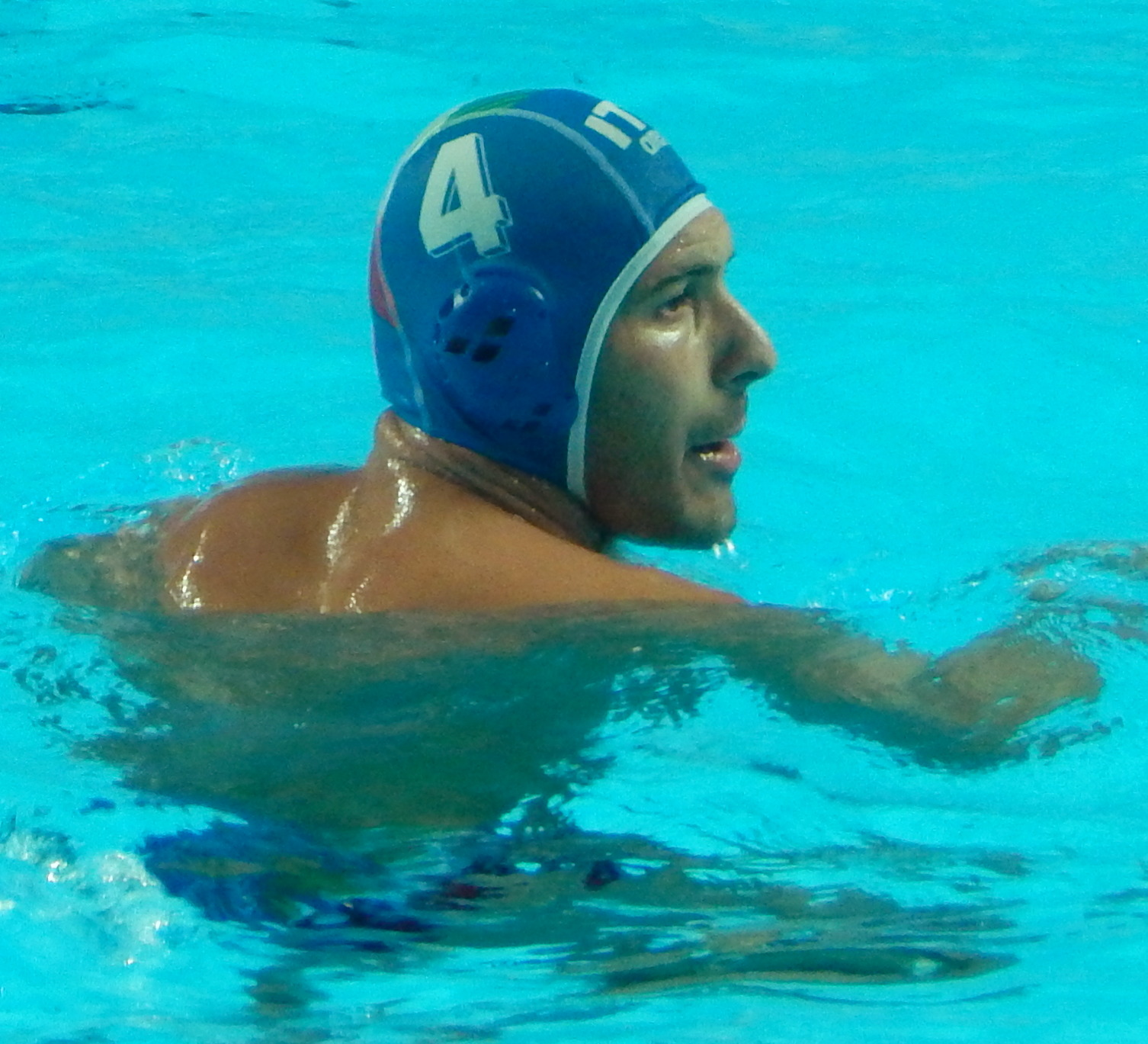
Pietro Figlioli bei der Weltmeisterschaft 2015

Pietro Figlioli (* 29. Mai 1984 in Rio de Janeiro) ist ein italienischer Wasserballspieler, der bis 2008 für Australien antrat. Mit der italienischen Nationalmannschaft wurde er Weltmeister 2011, Olympiazweiter 2012, Olympiadritter 2016 und Weltmeister 2019.

## Karriere
Figlioli ist der Sohn des brasilianischen Schwimmers José Sylvio Fiolo, der dreimal für Brasilien an Olympischen Spielen teilnahm. Als Figlioli drei Jahre alt war, zogen seine Eltern mit ihm nach Australien.
2003 wechselte Figlioli als Profi nach Europa, wo er in der Saison 2003/04 mit CN Barcelona spanischer Meister wurde. Danach war er in Italien aktiv. In seinen insgesamt 12 Saisons bei Pro Recco gewann er 11 Meistertitel und siebenmal die LEN Champions League.

### Australien
Figlioli besuchte das Marist College Ashgrove in Queensland. 2003 nahm Figlioli mit der australischen Studentenauswahl an der Universiade in Daegu teil und gewann die Bronzemedaille. Im selben Jahr spielte er mit der Nationalmannschaft bei der Weltmeisterschaft in Barcelona. Dort wurde Australien Siebter, im Spiel um den siebten Platz erzielte Figlioli einen Treffer.
Bei den Olympischen Spielen 2004 in Athen wurde die australische Mannschaft Neunte. Figlioli erzielte insgesamt während des Turniers acht Tore, davon drei im Spiel gegen die Auswahl der Vereinigten Staaten in der Platzierungsrunde. Bei der Weltmeisterschaft 2005 in Montreal belegten die Australier den zehnten Platz. Zwei Jahre später bei der Weltmeisterschaft in Melbourne wurden sie erneut Zehnte. 2008 bei den Olympischen Spielen in Peking erreichten die Australier den achten Platz. Figlioli warf 16 Turniertore, davon vier im Vorrundenspiel gegen die griechische Mannschaft. Im Spiel um den siebten Platz trafen die Australier wieder auf die Griechen und Figlioli traf dreimal.

### Italien
2009 nahm Figlioli die italienische Staatsbürgerschaft an und spielte fortan für die italienische Nationalmannschaft.
2010 bei der Europameisterschaft in Zagreb erreichten die Italiener in ihrer Vorrundengruppe den zweiten Platz hinter den Kroaten. Die beiden Mannschaften trafen im Finale wieder aufeinander und die Kroaten gewannen mit 7:3. 2011 fand die Weltmeisterschaft in Schanghai statt. Die Italiener gewannen ihre Vorrundengruppe. Nach einem Viertelfinalsieg über die Spanier bezwangen sie im Halbfinale die Kroaten. Im Finale siegten die Italiener mit 8:7 über die serbische Mannschaft. Im Jahr darauf belegten die Italiener in ihrer Vorrundengruppe bei den Olympischen Spielen 2012 in London den zweiten Platz hinter den Kroaten. Im Viertelfinale schlugen sie die Ungarn und im Halbfinale die Serben. Im Finale trafen sie wieder auf die Kroaten und unterlagen mit 6:8. Figlioli erzielte insgesamt neun Tore, davon drei im Viertelfinale. Er nahm 21-mal am Anschwimmen teil und gewann 19-mal.
Bei der Weltmeisterschaft 2013 in Barcelona belegten die Italiener den vierten Platz, nachdem sie im Spiel um den dritten Platz mit 8:10 gegen die Kroaten verloren hatten. Figlioli warf insgesamt 12 Tore. 2014 bei der Europameisterschaft in Budapest gewannen die Italiener die Bronzemedaille hinter den Serben und den Ungarn. Figlioli steuerte neun Turniertore bei. Im Jahr darauf belegten die Italiener bei der Weltmeisterschaft 2015 in Kasan wieder den vierten Platz. Figlioli erzielte acht Treffer. 2016 bei den Olympischen Spielen in Rio de Janeiro belegten die Italiener in der Vorrunde den dritten Platz hinter Spanien und Kroatien. Nach einem Viertelfinalsieg gegen Griechenland unterlagen die Italiener den Serben im Halbfinale mit 8:10. Im Spiel um den dritten Platz besiegten die Italiener die Mannschaft Montenegros mit 12:10. Figlioli erzielte im Turnierverlauf 14 Treffer.
2017 belegte Figlioli mit der italienischen Mannschaft den sechsten Platz bei der Weltmeisterschaft 2017 in Budapest. Im Jahr darauf bei der Europameisterschaft 2018 in Barcelona unterlagen die Italiener den Kroaten im Spiel um den dritten Platz. Figlioli warf insgesamt elf Tore. Bei der Weltmeisterschaft 2019 in Gwangju gewannen die Italiener ihre Vorrundengruppe. Nach einem Viertelfinalsieg gegen Griechenland und einem Halbfinalsieg gegen Ungarn schlugen die Italiener im Finale die Spanier mit 10:5. Bei den erst 2021 ausgetragenen Olympischen Spielen in Tokio belegten die Italiener den siebten Platz. Figlioli warf elf Tore und traf auch einmal beim Shootout um den siebten Platz.
Figlioli wirkte in über 400 Länderspielen mit, davon über 250 für Italien und über 150 für Australien.